# Rendezvous with Annie
Pour plus de détails, voir Fiche technique et Distribution.
Rendezvous with Annie est un film américain réalisé par Allan Dwan, sorti en 1946. 

## Synopsis
Grâce à des amis pilotes, un soldat américain, affecté en Angleterre au cours de la Seconde Guerre mondiale, effectue lors d'une permission de trois jours un trajet aérien non autorisé pour voir son épouse au moment de leur anniversaire de mariage. Lorsqu'il rentre aux États-Unis neuf mois plus tard, il a bien du mal à faire admettre qu'il est le père légitime du bébé auquel sa femme a donné naissance. D'autant que l'enfant est, à présent, l'héritier d'un grand-oncle décédé…

## Fiche technique
- Titre original : Rendezvous with Annie
- Réalisation : Allan Dwan
- Scénario : Mary Loos (en) et Richard Sale, d'après la nouvelle "Rendezvous with Annie" de M. Loos et R. Sale parue dans Liberty
- Direction artistique : Hilyard Brown
- Costumes : Adele Palmer
- Décors : John McCarthy Jr. (en), George Milo (en)
- Photographie : Reggie Lanning
- Son : Richard Tyler (en), Howard Wilson
- Montage : Arthur Roberts
- Musique : Joseph Dubin et Nathan Scott (non crédité)
- Production : Allan Dwan
- Société de production : Republic Pictures
- Société de distribution : Republic Pictures
- Pays de production :  États-Unis
- Langue d'origine : anglais
- Format : Noir et blanc  — 35 mm — 1,37:1 — son mono
- Genre : Comédie dramatique
- Durée : 89 minutes
- Date de sortie : États-Unis : 22 juillet 1946

## Distribution
- Eddie Albert : Caporal Jeffrey Dolan
- Faye Marlowe : Annie Dolan
- Gail Patrick : Dolores Starr
- Phillip Reed : Lieutenant Avery
- Charles Aubrey Smith : Sir Archibald Clyde
- Raymond Walburn : Everett Thorndyke
- William Frawley : Général Trent
- James Millican : Capitaine Spence
- Wallace Ford : Al Morgan
- Will Wright : Elmer Snodgrass
- Josephine Whittell : Mlle Thorndike